# Васько, Марина Викторовна
Марина Викторовна Васько (бел. Марына Віктараўна Васько; род. 1 мая 1975, Брест, Брестская область, Белорусская ССР, СССР) — белорусский педагог и политический деятель, депутат Палаты представителей Национального собрания Республики Беларусь VII созыва.

## Биография
Марина Викторовна родилась 1 мая 1975 года в городе Бресте.
Образование высшее — в 1997 году она окончила с отличием Брестский государственный университет имени А.С. Пушкина по специальности «Белорусский язык, литература и история». Работала учителем белорусского языка и литературы, заместителем директора по учебной работе в государственном учреждении образования «Гимназия № 2 г. Бреста».
Приняла участие в парламентских выборах, которые прошли в Республике Беларусь 17 ноября 2019 года. Марина Васько избиралась от Брестско-Центрального избирательного округа №2, на котором одержала победу.
В 2021 году в интервью газете «СБ. Беларусь сегодня» предложила фильтровать в Беларуси интернет, как это делается в Китае: «Можно адаптировать зарубежный опыт по обеспечению информационной безопасности. Яркий пример — проект «Золотой щит» в Китае. По сути, это система фильтрации содержимого интернета. В «великом китайском файрволе», как его называют, нет места ни Тwitter, ни Facebook, ни YouTube, ни европейским новостным сайтам, ни другим «опасным» с точки зрения запрещенной информации ресурсам».

## Депутат Палаты представителей

### VII созыв (с 6 декабря 2019)
Является членом Постоянной комиссии по образованию, культуре и науке.
Законопроекты:
- «О ратификации программы сотрудничества в сфере образования между Правительством Республики Беларусь и Правительством Республики Сербия до 2020 года»;
- «О присоединении Республики Беларусь к Марракешскому договору об облегчении доступа слепых и лиц с нарушениями зрения или иными ограниченными способностями воспринимать печатную информацию к опубликованным».

## Выборы
| Кандидат                    | Кандидат                     | Субъект выдвижения                                  | Голосов | %     |
| --------------------------- | ---------------------------- | --------------------------------------------------- | ------- | ----- |
|                             | Васько Марина Викторовна     | Беспартийная                                        | 21 878  | 58,98 |
|                             | Прошин Дмитрий Борисович     | Беспартийный                                        | 4 746   | 12,79 |
|                             | Омельянчук Ирина Николаевна  | Партия БНФ                                          | 2 537   | 6,84  |
|                             | Пась Александр Эдуардович    | Белорусская партия левых «Справедливый мир»         | 1 347   | 3,63  |
|                             | Марченко Дмитрий Евгеньевич  | Белорусская социал-демократическая партия (Грамада) | 909     | 2,45  |
|                             | Попеко Валерий Александрович | Либерально-демократическая партия                   | 460     | 1,24  |
| Против всех                 | Против всех                  | Против всех                                         | 4 823   |       |
| Недействительных бюллетеней | Недействительных бюллетеней  | Недействительных бюллетеней                         | 393     |       |
| Всего                       | Всего                        | Всего                                               | 56 918  | 100   |
| Явка избирателей            | Явка избирателей             | Явка избирателей                                    | 37 093  | 65,17 |

## Награды
- Почётная грамота управления образования Брестского областного исполнительного комитета;
- Благодарственное письмо и грамота Министерства образования Республики Беларусь;
- Почётная грамота президиума Брестского городского комитета Белорусского профессионального союза работников образования и науки.